# Среднерусская этнографическая группа
Среднерусская этнографическая группа (также среднерусская историко-культурная зона, среднерусская историко-культурная группа) — одна из трёх (вместе с севернорусской и южнорусской) крупных этнографических групп русского народа, распространённых на территории Европейской части России. Областью расселения является территория от Чудского и Псковского озёр на западе до Волго-Окского междуречья на востоке.
Формировалась при взаимодействии севернорусской и южнорусской этнографических групп. Характеризуется общерусским сознанием (так как являлась группой, вокруг которой в XIV веке происходило формирование русского этноса). В различных местах среднерусской культуры смешаны различные севернорусские и южнорусские элементы, которые далее эволюционировали на местной основе, а многие из них приобрели общерусский характер (к примеру, кокошник).